# Benkt Dahlberg
Bengt (Benkt) Karl Isak Dahlberg, född 8 december 1920 i Östersunds församling i Jämtlands län, död 31 december 2010 i Tyresö församling i Stockholms län, var en svensk militär (generalmajor) och företagsledare.

## Biografi
Dahlberg avlade studentexamen i Östersund 1940. Han avlade marinofficersexamen vid Sjökrigsskolan 1943 och utnämndes samma år till fänrik vid Karlskrona kustartilleriregemente, där han befordrades till löjtnant 1945. Han gick kurs i förbindelselära i brittiska flottan 1950–1951, gick Stabskursen vid Sjökrigshögskolan 1951–1952, befordrades till kapten 1952 samt tjänstgjorde vid Marinförvaltningen 1952–1955, vid Marinstaben 1955–1960 och som lärare vid Sjökrigshögskolan 1956–1960. År 1961 befordrades han till major, varpå han var chef för Forskningsavdelningen vid Försvarsstaben 1961–1962. Åren 1962–1969 tjänstgjorde han vid Försvarsdepartementet: som expert 1962–1963, som byråchef 1963–1965, som kansliråd och chef för Materielenheten 1965–1967 och som departementsråd och chef för Planerings- och budgetsekreterariatet 1967–1969. Han befordrades till överstelöjtnant 1963 och till överste 1966. Under tiden vid departementet var han också sekreterare i 1962 års försvarskommitté, expert i 1965 års försvarsutredning, sekreterare i Flygmaterielberedningen, sakkunnig i Luftförsvarsutredningen 1967 och sakkunnig i Försvarets fredsorganisationsutredning 1968–1970.
År 1969 utnämndes Dahlberg till generalmajor och chef för Marinmaterielförvaltningen i Försvarets materielverk, men han tillträdde aldrig den posten eftersom departementet gav honom i uppgift att leda införandet av den programbudgetreform som han tidigare hade medverkat i utformningen av. Dahlberg fick från 1 oktober 1970 begärt entledigande och förordnades samtidigt med inträde i generalitetets reserv. Han var därefter verkställande direktör för Telub 1970–1980. Dahlberg ”insåg framsynt att företaget måste inriktas mera mot civil verksamhet och det kom under hans ledning att växa kraftigt och blev bl.a. störst på vågar och vägningsteknik i Sverige”. Därefter var han verkställande direktör för Mirror Trading International AB och Braås Spegelind AB 1981–1986 samt för Vidéum Fastigheter 1987–1991.
Dahlberg invaldes som hedersledamot av Kungliga Örlogsmannasällskapet 1969.

## Utmärkelser
- Riddare av första klassen av Svärdsorden, 1961.[8]
- Riddare av Nordstjärneorden, 1968.[9]